# Weight of the World (canción de Ringo Starr)
«Weight of the World» es una canción del músico británico Ringo Starr, publicada en el álbum de estudio Time Takes Time (1992). La canción, compuesta por Brian O'Doherty y Fred Velez, fue publicada como primer sencillo del álbum, con «After All These Years» como cara B. Fue el último sencillo de Starr en entrar en la lista de sencillos de Canadá, donde alcanzó el puesto 63, y llegó al puesto 74 de la lista UK Singles Chart. El sencillo en formato CD incluyó una tercera canción, «Don't Be Cruel», producida por Jeff Lynne.

## Lista de canciones
| Sencillo 7" |                         |                                |          |  |
| N.º         | Título                  | Escritor(es)                   | Duración |  |
| 1.          | «Weight of the World»   | Brian O'Doherty, Fred Velez    | 3:54     |  |
| 2.          | «After All These Years» | Richard Starkey, Johnny Warman | 3:10     |  |

| Sencillo en CD |                         |                                |          |  |
| N.º            | Título                  | Escritor(es)                   | Duración |  |
| 1.             | «Weight of the World»   | Brian O'Doherty, Fred Velez    | 3:54     |  |
| 2.             | «After All These Years» | Richard Starkey, Johnny Warman | 3:10     |  |
| 3.             | «Don't Be Cruel»        | Otis Blackwell, Elvis Presley  | 2:08     |  |

## Posición en listas
| País        | Lista            | Posición |
| ----------- | ---------------- | -------- |
| Alemania    | Top 100 Singles  | 51       |
| Canadá      | RPM Hot Tracks   | 63       |
| Reino Unido | UK Singles Chart | 74       |
| Suecia      | Singles Top 60   | 37       |
| Suiza       | Singles Top 100  | 21       |